# Asaf (imię)
Asaf – imię męskie pochodzenia hebrajskiego, oznaczające „zbieracz”. Imię to nosiło kilka pomniejszych postaci w Starym Testamencie, m.in. Asaf, Lewita, a także kilku świętych (Święty Asaf).
Asaf imieniny obchodzi 1 maja.